# Holland (Massachusetts)
Holland è un comune degli Stati Uniti d'America facente parte della contea di Hampden,nello stato del Massachusetts.